# NASDAQ-100 Open 2003
Die NASDAQ-100 Open 2003 waren ein Tennisturnier der WTA Tour 2003 für Damen und ein Tennisturnier der ATP Tour 2003 für Herren, welche zeitgleich vom 17. bis 30. März in Key Biscayne bei Miami, Florida stattfanden.

## Herrenturnier
→ Hauptartikel: NASDAQ-100 Open 2003/Herren

## Damenturnier
→ Hauptartikel: NASDAQ-100 Open 2003/Damen